# Große Meteorprozession von 1913

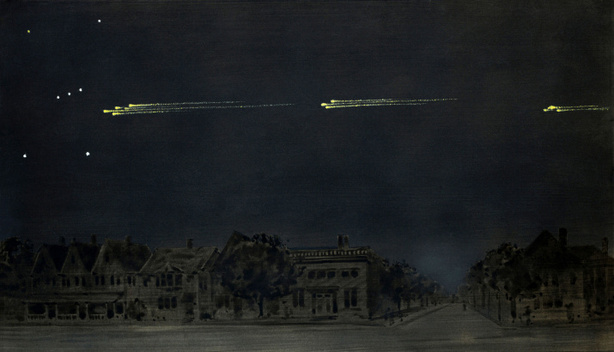
Gemälde der Meteorprozession von Gustav Hahn, beobachtet in der Nähe des High Parks in Toronto, Kanada.

Die sogenannte Große Meteorprozession von 1913 (auf Englisch bekannt als 1913 Great Meteor Procession) ereignete sich am 9. Februar 1913. Es handelte sich um ein Phänomen, bei dem Meteore von Orten in ganz Kanada, im Nordosten der Vereinigten Staaten und auf Bermuda sowie von vielen Schiffen auf See, darunter acht vor Brasilien, gemeldet wurden, was eine aufgezeichnete Bodenspur von insgesamt über 11.000 km ergibt. Die Meteore waren insofern besonders ungewöhnlich, als dass es keinen erkennbaren Radianten gab, d. h. keinen Punkt am Himmel, von dem die Meteore auszugehen schienen. Die Beobachtungen wurden später im selben Jahr von dem Astronomen Clarence Chant eingehend analysiert, wobei er zu dem Schluss kam, dass es sich bei der Quelle um einen kleinen, kurzlebigen natürlichen Erdtrabanten handelte, da alle Beobachtungen auf einem Großkreisbogen stattfanden.
John A. O’Keefe, der mehrere Studien zu diesem Ereignis durchführte, schlug vor, die Meteore nach dem Festtag von Kyrill von Alexandria (dem 9. Februar im römisch-katholischen Kalender von 1882 bis 1969) als Kyrilliden zu bezeichnen.

## Ereignisse

### 9. Februar
Am Abend des 9. Februar war es in weiten Teilen des dicht besiedelten Nordostens der Vereinigten Staaten bewölkt, so dass etwa 30 Millionen potenzielle Beobachter das Phänomen größtenteils nicht wahrnahmen. Dessen ungeachtet, erfasste Clarence Chant später mehr als hundert Einzelberichte – größtenteils aus entlegeneren Gegenden Kanadas – sowie weitere Beobachtungen, die von späteren Forschern ausgegraben wurden. Gegen 21 Uhr EST sahen die Zeugen zu ihrer Überraschung eine Prozession von 40 bis 60 hellen, sich langsam bewegenden Feuerkugeln, die sich auf einer praktisch identischen Bahn von Horizont zu Horizont bewegten. Einzelne Feuerkugeln waren mindestens 30 bis 40 Sekunden lang sichtbar, und die gesamte Prozession brauchte etwa 5 Minuten, um den Himmel zu überqueren. Ein Beobachter in Appin, in der kanadischen Provinz Ontario, beschrieb das Erscheinen an einem der östlichsten Punkte der Bahn über Kanada:

„Es erschien ein riesiger Meteor, der sich von Nordwest nach West und Südost bewegte und bei seiner Annäherung in zwei Teile zerfiel, die wie zwei aufeinanderfolgende Stäbe aus flammendem Material aussahen. Sie stießen einen ständigen Funkenstrom aus, und nach ihrem Vorbeiflug schossen sie Feuerbälle nach vorn, die sich schneller bewegten als die Hauptkörper. Sie schienen langsam vorbeizuziehen und waren etwa fünf Minuten zu sehen. Unmittelbar nach ihrem Verschwinden im Südosten zog ein klarer Feuerball, der wie ein großer Stern aussah, hinter ihnen über den Himmel. Dieser Ball hatte weder einen Schweif noch zeigte er irgendwelche Funken. Er war nicht gelb wie die Meteore, sondern klar wie ein Stern.“

Spätere Beobachter bemerkten auch einen großen, weißen, schweiflosen Körper, der den Schluss bildete, doch zerfielen die verschiedenen Körper, aus denen sich die Meteorprozession zusammensetzte, weiter und bewegten sich während ihres gesamten Verlaufs mit unterschiedlichen Geschwindigkeiten, so dass zum Zeitpunkt der Beobachtungen auf Bermuda die führenden Körper als „wie große Bogenlichter aussehend, von leicht violetter Farbe“ beschrieben wurden, dicht gefolgt von gelben und roten Bruchstücken.
In den 1950er Jahren stieß Alexander D. Mebane bei seinen Nachforschungen auf eine Handvoll Berichte aus Zeitungsarchiven im Norden der Vereinigten Staaten. In Escanaba, einem Ort im US-Bundesstaat Michigan, berichtete die Daily Press, dass das „Ende der Welt von vielen befürchtet wurde“, als zahlreiche Meteore über den nördlichen Horizont zogen. In Batavia, New York, sahen einige Beobachter die Meteore und viele Menschen hörten ein donnerndes Geräusch, während andere Berichte aus Nunda-Dansville, New York (wo einige Einwohner ebenfalls dachten, die Welt gehe unter) und Osceola, Pennsylvania, kamen.

### 10. Februar
Eine von Mebane hervorgehobene Besonderheit der Berichte bestand darin, dass mehrere von ihnen auf eine zweite Meteorprozession auf demselben Kurs etwa fünf Stunden später hinzuweisen schienen, für die es jedoch aufgrund der Erdrotation keinen offensichtlichen Erklärungsansatz gab. Ein Beobachter, A. W. Brown aus Thamesville, Ontario, berichtete, er habe sowohl die erste Meteorprozession als auch eine zweite auf demselben Kurs um 02:20 Uhr am nächsten Morgen gesehen. Chants ursprünglicher Bericht bezog sich auch auf eine Reihe von drei Gruppen „dunkler Objekte“, die am Nachmittag des 10. Februar auf demselben Kurs wie die vorangegangenen Meteore von Westen nach Osten über Toronto vorbeizogen und von denen er annahm, dass sie „etwas von meteorischer Natur“ seien.

### Begleitgeräusche
William Henry Pickering stellte fest, dass an acht Stationen in Kanada ein Zittern des Hauses oder des Bodens zu spüren war. An vielen anderen Orten wurden laute, donnernde Geräusche gehört, gelegentlich auch von Menschen, die die Meteore selbst nicht gesehen hatten. Pickering nutzte die Geräuschmeldungen, um die Höhe der Meteore zu überprüfen, die sich nach seinen Berechnungen auf 56 km belief.

## Auswertung
Die erste ausführliche Studie der Berichte stammt von dem kanadischen Astronomen Clarence Chant, der in Band 7 des Journal of the Royal Astronomical Society of Canada über die Meteore schrieb. Die Umlaufbahn wurde später von Pickering und G. J. Burns erörtert, wobei sie zu dem Schluss kamen, dass sie im Wesentlichen satellitenähnlich war. Wenngleich diese Erklärung später von Charles Wylie angefochten wurde, der zu beweisen versuchte, dass der Schauer einen Radianten hatte, zeigte weitere Studien von Lincoln LaPaz (der die Methoden von Wylie als „unwissenschaftlich“ kritisierte) und John O’Keefe, dass es sich bei den Meteoren höchstwahrscheinlich um einen Körper oder eine Gruppe von Körpern handelte, die zeitweilig in einer Umlaufbahn um die Erde eingefangen wurden, bevor sie zerfielen.
Später äußerte O’Keefe die Vermutung, dass es sich bei den Meteoren, die er als „Kyrilliden“ bezeichnete, um die letzten Überreste eines Ringes um die Erde handeln könnte, der aus den Auswürfen eines vermuteten Mondvulkans entstand. Diese Theorie war eine Weiterentwicklung von O’Keefe's ungewöhnlicher Hypothese über den Ursprung der Tektite.